# Dohna
Dohna est une ville de Saxe en Allemagne, située dans l'arrondissement de Suisse-Saxonne-Monts-Métallifères-de-l'Est, dans le district de Dresde.

## Géographie
Dohna se trouve à 15 kilomètres au sud-est de Dresde dans la vallée de la Müglitz, affluent de l'Elbe, au pied des monts Métallifères. La ville elle même est située sur une terrasse alluviale avec un sous-sol de gaize.
Le territoire communal comprend les villages de Meusegast et Röhrdorf, avec douze quartiers (Ortsteile).

## Histoire
Le plateau au bord de la Müglitz était déjà peuplé dès l'âge de Bronze. Le lieu passe pour un des plus anciens de Saxe; à l'origine une forteresse (grad) des Sorabes nommée Donin. Au Haut Moyen-Âge, des principales routes commerciales menaient de la marche de Misnie à travers les montagnes à Chlumec et Teplice en Bohême.

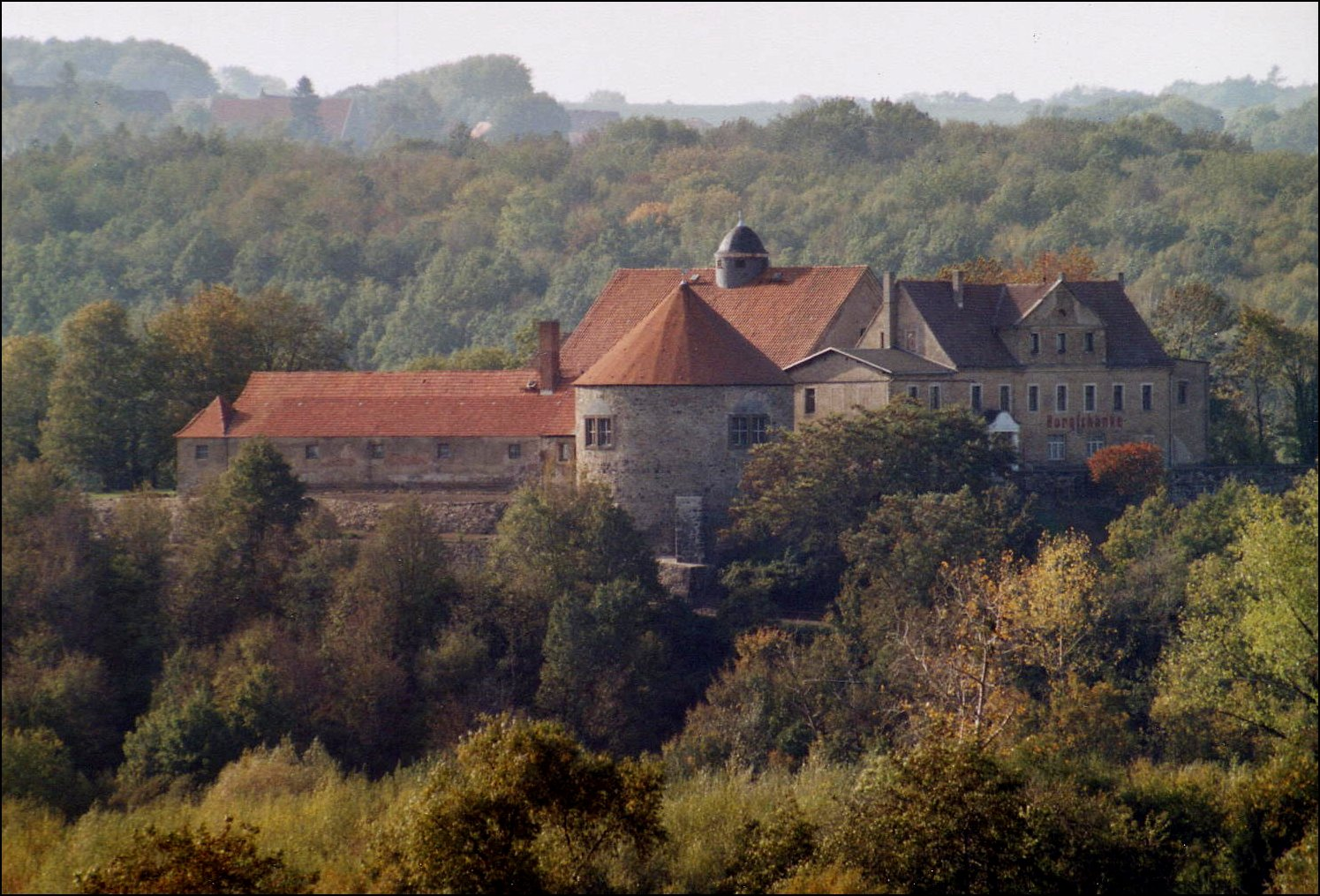
Le château.

En matière de protection de l'itinéraire, le château de Dohna fut construit pendant le règne du roi Otton Ier vers l'an 950. Les burgraves et seigneurs de Dohna englobèrent les tribus sorabes et la population ést devenue chrétienne. La présence du château fort, en possession du margrave Ekkehard II de Misnie, est documentée en 1040; conséquence de la situation de violence entre le roi Henri III et le duc Bretislav Ier de Bohême. Plus tard, en 1076, la propriété a été inféodée du roi Henri IV au duc Vratislav II de Bohême, qui en fit don à son gendre, le futur margrave Wiprecht de Groitzsch. À partir de 1112, le château était temporairement occupé par des troupes de l'empereur Henri V du Saint-Empire; il fut reconstruit sous le règne du duc Vladislav Ier de Bohême.
La maison de Dohna, les titulairs du burgraviat à la frontière entre la marche de Misnie et la Bohême, est documentée depuis le milieu du XIIe siècle. La rivalité des burgraves avec les margraves de Misnie ne s'est achevée qu'en 1402, après la conquête du Dohna par le margrave Guillaume Ier. Le lieu a été mentionné comme une ville en 1445; néanmoins, son importance diminue en faveur de la résidence à Dresde.

## Personnalités liées
- Jens Fiedler (né 1970), cycliste
- Marco Morgenstern (né 1972), biathlète
- Tom Wlaschiha (né 1973), acteur
- Holm Putzke (né 1973), juriste
- Katja Beer (née 1976), biathlète
- Romy Beer (née 1981), biathlète
- Lars Jungnickel, (né 1981), footballeur
- René Herms (1982-2009), athlète.